# Ophrys ulupinara
Ophrys ulupinara är en orkidéart som beskrevs av W.Hahn, Passin och R.Wegener. Ophrys ulupinara ingår i ofryssläktet, och familjen orkidéer.
Artens utbredningsområde är Turkiet. Inga underarter finns listade i Catalogue of Life.